# Kaapmuiden
Kaapmuiden (La Bouche du Cap en afrikaans) est une petite ville agricole située au confluent des rivières Kaap et Crocodile dans le Mpumalanga en Afrique du Sud. 

## Géographie
La ville se trouve juste à côté de l’autoroute nationale N4 et est marquée par un ancien silo abandonné visible de la route. Le silo a depuis été repeint pour ajouter à l’attrait touristique. Les fermes de la région produisent de la canne à sucre, des fruits et légumes subtropicaux. La ville a longtemps été une station sur la ligne de chemin de fer Pretoria - Delagoa Bay de la Netherlands–South African Railway Company (NZASM).
Récemment, la ville a fait l’objet d’un certain développement en raison du pipeline Sasol et de la reconstruction et de la modernisation de la route nationale. Le péage de Nkomazi a ensuite été construit sur la route nationale N4 (corridor de Maputo) à la périphérie est de la ville.

## Histoire
En juin 1890, Eugène, le cadet des barons Oppenheim, chercha à obtenir une concession du gouvernement de la République sud-africaine pour construire une ligne de chemin de fer jusqu’aux champs aurifères de la chaîne de montagnes de Murchison le long de la rivière Ga-Selati. Les travaux de construction du chemin de fer Selati dans le Transvaal Lowveld ont commencé au début de 1893, la ligne s’étendant depuis la ligne principale Pretoria-Delagoa Bay jusqu'à une jonction près de Komatipoort. 
La ligne a été prolongée via Gravelotte et Tzaneen à une jonction à Soekmekaar, où elle rejoint la ligne de Pietersburg - Messina en 1912. En 1963, la partie de la ligne traversant la partie sud du parc national Kruger, depuis la jonction près de Komatipoort, a été abandonnée et remplacée par une nouvelle ligne à partir de la jonction actuelle près de Kaapmuiden,.